# Josée Vercammen
Josée Vercammen (Herentals, 9 maart 1948) is een voormalig Vlaams volksvertegenwoordigster.

## Levensloop
Vercammen werd beroepshalve twintig jaar lang onderwijzeres en was daarna kabinetsmedewerker van de socialistische ministers Leona Detiège, Erik Derycke, Eddy Baldewijns en Steve Stevaert. In 1999 werd ze administratief medewerker voor de Vlaamse Overheid.
Van september 2003 tot juni 2004 zetelde ze voor de sp.a voor de kieskring Hasselt-Tongeren-Maaseik in het Vlaams Parlement als opvolgster van Anne-Marie Baeke die de overstap maakte naar de Kamer van volksvertegenwoordigers.